# Liste der Grafen und Fürsten von Ostfriesland

Das gräfliche Wappen Ostfrieslands

Die Liste der Grafen und Fürsten von Ostfriesland enthält die chronologische Abfolge der Regenten Ostfrieslands von Gründung der Grafschaft im Jahre 1464 bis zum Aussterben des Herrscherhauses Cirksena im Jahre 1744.
Die Cirksena hatten sich im 15. Jahrhundert nach einer Zeit, die vom Kampf der Häuptlingssippen um Machtbereiche, Einfluss und Vorherrschaft geprägt war, durchgesetzt. Um 1430 besiegte Edzard Cirksena als Anführer des Bundes der Freiheit seinen Widersacher Focko Ukena. Sein Sohn Ulrich Cirksena wurde 1464 von Kaiser Friedrich III. in den Reichsgrafenstand erhoben und mit Ostfriesland als Reichsgrafschaft belehnt. Eine starke Herrschaft konnten die Cirksena in Ostfriesland jedoch nie etablieren. Immer wieder brachen Machtkämpfe mit den selbstbewussten ostfriesischen Ständen aus.
Von 1581 bis 1600 waren die Grafen von Ostfriesland in Personalunion die Herrscher der Grafschaft Rietberg, nachdem Graf Enno III. die Rietbergsche Erbtochter Walburg von Rietberg geheiratet hatte. Im Berumer Vergleich (1600) trat er jedoch die Grafschaft Rietberg an seine Töchter ab.

## Gräfliches Wappen Ostfrieslands
Das gräfliche Wappen wurde 1626 in seiner endgültigen Form von Graf Rudolf Christian eingeführt. Es vereint in sich auf sechs Feldern die Wappen der wichtigsten ostfriesischen Häuptlingsfamilien, in deren Nachfolge sich die Grafen und Fürsten sahen. Es zeigt (von links oben bis rechts unten – nicht heraldisch):
- das Wappen der Cirksena aus Greetsiel, den goldenen, gekrönten Jungfrauenadler (die Spornräder sollen dem Norder Stadtwappen entnommen worden sein und werden als Hinweis auf die Herkunft der ältesten nachweisbaren Vorfahren gewertet),
- das Wappen der tom Brok aus dem Brokmerland, einen goldenen, auf Haupt und Flügeln gekrönten Adler,
- das Wappen der Häuptlinge von Manslagt aus der Krummhörn, ein silbernes Feld, in ihm ein roter Balken, der mit fünf abwechselnd goldenen und silbernen Rauten besetzt ist; über dem Balken zwei blaue und unter ihm ein blauer Sichelmond,
- das Wappen des Häuptlings Focko Ukena aus Leer und Moormerland, ein rechts aufgerichteter silberner Löwe auf blauem Grund mit einer gestürzten goldenen Krone um den Hals,
- das Wappen der Attena aus Esens, die über die Herrschaft Wittmund verfügten, der rechtsaufgerichtete, rot bewehrte schwarze Bär mit goldenem Halsband auf goldenem Grund,
- das Wappen des Attena-Häuptlings Hero Omken aus dem Harlingerland, zwei goldene, schräggekreuzte, zweisträngige Geißeln im blauen Feld.[3]

Die drei gekrönten Bügelhelme über dem ostfriesischen Wappen sind Bestandteile der Wappen der Cirksena (mittlerer Helm, welcher als Helmzier eine goldene Lilie vor sechs goldenen Straußenfedern trägt) und des Harlingerlandes (rechter Helm mit zwei schräggekreuzten Geißeln und eine Lilie) sowie der tom Brok (mit rot-goldener Helmdecke). Der Wappenspruch Eala Frya Fresena deutet auf die Tradition der friesischen Freiheit hin.

## Grafen und Fürsten von Ostfriesland
| Abbildung | Name und Lebensdaten                                     | Regierungszeit | Titel                                | Anmerkungen |
| --------- | -------------------------------------------------------- | -------------- | ------------------------------------ | --- |
|           | Ulrich I. (*um 1408; † 25. oder 26. September 1466)      | 1464–1466      | Graf                                 | 1464 wurde Ulrich samt seinen Nachkommen in den Reichsgrafenstand erhoben. Seine Hauptresidenz verlegte er darauf von Greetsiel nach Emden, während Aurich seine Sommerresidenz wurde. |
|           | Theda (* 1432; † 16. November 1494)                      | 1466–1491      | Regentin der Grafschaft Ostfriesland | Theda führte als Witwe Ulrichs I. während der Unmündigkeit ihrer Söhne die Regierung. Ihr ältester Sohn Enno I. unterstützte sie dabei, bis er am 19. Februar 1491 bei der Friedeburg ums Leben kam. |
|           | Edzard I. (der Große) (* 1462; † 14. Februar 1528)       | 1491–1528      | Graf                                 | Edzard der Große war Ulrichs I. zweiter Sohn. Er führte die größte Ausdehnung Ostfrieslands herbei und förderte die Reformation. Unter seiner Regierung wurde das „Ostfriesische Landrecht“ geschaffen. |
|           | Enno II. (* 1505; † 24. September 1540)                  | 1528–1540      | Graf                                 | Edzards I. zweiter Sohn führte das unter seinem Vater begonnene Reformationswerk weiter, während sein jüngerer Bruder Johann I. katholisch blieb, aber an den Regierungsgeschäften teilnahm. |
|           | Anna (* 14. November 1501; † 24. September 1575)         | 1540–1561      | Regentin der Grafschaft Ostfriesland | Witwe Ennos II. Führte die vormundschaftliche Regierung, nachdem sie sich mit ihrem Schwager, dem katholischen Grafen Johann I., verglichen hatte. |
|           | Johann II. (* 29. September 1538; † 29. September 1591)  | 1561–1591      | Graf                                 | Ennos II. jüngster Sohn regierte von 1561 bis 1591 neben seinem Bruder Edzard II. |
|           | Edzard II. (* 24. Juni 1532; † 1. März 1599)             | 1561–1599      | Graf                                 | Ennos II. ältester Sohn regierte von 1558 neben seiner Mutter, von 1561 bis 1591 neben seinem Bruder Johann II., von 1591 bis 1599 allein. Wegen der Streitigkeiten mit seinem Bruder Johann II. und der Stadt Emden verlegte Edzard II. seine Residenz von Emden nach Aurich. |
|           | Enno III. (* 30. September 1563; † 19. August 1625)      | 1599–1625      | Graf                                 | Unter seiner Regentschaft kam es zum Abschluss zweier bedeutender Verträge zwischen dem Grafenhaus und den ostfriesischen Ständen: den Emder Konkordaten von 1599 und dem Osterhusischen Akkord von 1611. |
|           | Rudolf Christian (* 25. Juni 1602; † 16. April 1628)     | 1625–1628      | Graf                                 | Ennos III. zweiter Sohn starb im Alter von 26 Jahren durch einen Unglücksfall. In die Regierungszeit Rudolf Christians fällt die Heimsuchung Ostfrieslands als Rückzugsgebiet und Quartier ausländischer Truppen, die am Dreißigjährigen Krieg beteiligt waren. |
|           | Ulrich II. (* 6. Juli 1605; † 1. November 1648)          | 1628–1648      | Graf                                 | Ennos III. dritter Sohn. In seine Regierungszeit fiel der Dreißigjährige Krieg, in dem Ostfriesland große Not unter der Heimsuchung durch die Truppen des Grafen von Mansfeld zu erleiden hatte. Die einzige Ausnahme bildete Emden, da der kurz zuvor fertiggestellte Emder Wall die Stadt vor der Einnahme durch fremde Truppen schützte. Auch die Fehnkultur begann in dieser Zeit, als Emder Bürger 1633 das Timmelerfehn gründeten (das heutige Westgroßefehn). |
|           | Juliane (* 14. April 1606; † 15. Januar 1659)            | 1648–1651      | Regentin der Grafschaft Ostfriesland | Juliane, die Witwe Ulrichs II., führte wegen der Minderjährigkeit ihrer Kinder die vormundschaftliche Regierung. |
|           | Enno Ludwig (* 29. Oktober 1632; † 4. April 1660)        | 1651–1660      | Graf, ab 1654 Fürst                  | Der älteste Sohn von Ulrich II. trat 1651 die Regierung als Graf von Ostfriesland an. Er wurde 1654 vom Kaiser Ferdinand III. durch Vermittlung des Helmstedter Professors und gebürtigen Ostfriesen Hermann Conring in den persönlichen Reichsfürstenstand erhoben. |
|           | Georg Christian (* 6. Februar 1634; † 6. Juni 1665)      | 1660–1665      | Fürst                                | Da Enno Ludwig keine männlichen Nachkommen hatte, folgte Ulrichs II. zweiter Sohn in der Regierung. Er wurde 1662 in den erblichen Fürstenstand erhoben. |
|           | Edzard Ferdinand (* 12. Juli 1636; † 1. Januar 1668)     | 1665           | Fürst                                | Er übte die Regierung aus, nachdem sein Bruder Georg Christian plötzlich verstorben war. Wegen der bestehenden Schwangerschaft der Fürstenwitwe Christine Charlotte übernahm Edzard Ferdinand die Regierung nur in Vertretung eines eventuellen männlichen Erben Georg Christians, der dann mit Christian Eberhard am 1. Oktober 1665 geboren wurde. Damit endete die viermonatige Interimsregierung Edzard Ferdinands.                                              |
|           | Christine Charlotte (* 21. Oktober 1645; † 16. Mai 1699) | 1665–1690      | Regentin                             | Christine Charlotte von Württemberg regierte nach dem Tod ihres Mannes, des Fürsten Georg Christian von Ostfriesland, ab dem Jahre 1665 25 Jahre lang vormundschaftlich Ostfriesland. |
|           | Christian Eberhard (* 1. Oktober 1665; † 30. Juni 1708)  | 1690–1708      | Fürst                                | Christian Eberhard wurde mit dem Tag seiner Geburt 1665 Fürst, blieb aber bis 1690 unter Vormundschaft seiner Mutter. Er wurde wegen seines guten Verhältnisses zu den ostfriesischen Ständen „der Friedsame“ genannt. |
|           | Georg Albrecht (* 13. Juni 1690; † 11. Juni 1734)        | 1708–1734      | Fürst                                | Als zweiter Sohn des Fürsten Christian Eberhard regierte er in schwieriger Zeit. Das Land wurde namentlich durch die Weihnachtsflut von 1717 schwer getroffen. Auch der Konflikt des Fürstenhauses mit den Ständen entlud sich zu Regierungszeiten Georg Albrechts abermals. |
|           | Carl Edzard (* 18. Juni 1716; † 25. Mai 1744)            | 1734–1744      | Fürst                                | Carl Edzard war der letzte Fürst von Ostfriesland aus dem Haus Cirksena. Nach den Dauerkonflikten der vorangegangenen Jahre zwischen dem Fürstenhaus und den Ständen hatte jenes kaum mehr ein Ansehen. Die Stadt Emden und andere renitente Landstände verweigerten ihm die Huldigung. Nach seinem Tod fiel Ostfriesland an König Friedrich II. von Preußen. |